# Ridderorden in Gambia

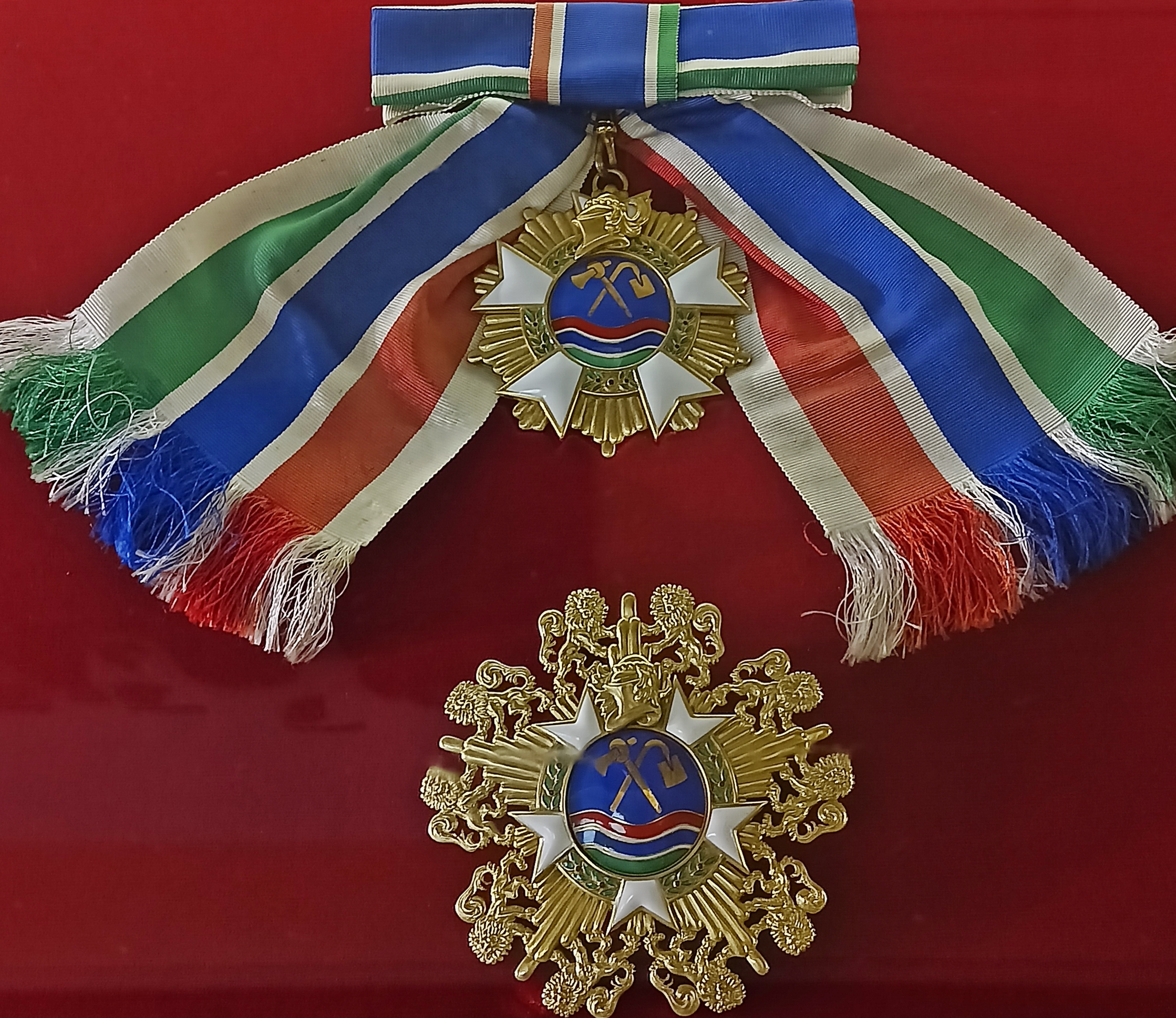
Orde van de Republiek van de Gambia

De Republiek van de Gambia heeft tot 1970 de Britse onderscheidingen en ridderorden zoals de Orde van het Britse Rijk gebruikt. Dat was mogelijk omdat Elizabeth II van het Verenigd Koninkrijk tot dat jaar ook Koningin van de Gambia was.
In 1970 werd het land een republiek en twee jaar later werd een eigen ridderorde ingesteld.
- De Orde van de Republiek van de Gambia (Engels: "Order of the Republic of the Gambia")  1972